# Bolero (vũ điệu)
Bolero hay Boléro (/ˈbɒl ər əʊ/) là một vũ điệu kèm bản nhạc, thường có nhịp độ chậm vừa. Vũ điệu theo kiểu này gọi là múa bolero, còn bản nhạc theo kiểu này gọi là nhạc borelo.
Có hai thể loại bolero là bolero Tây Ban Nha và bolero Cuba, tuy cùng tên gọi nhưng nguồn gốc khác biệt nhau, động tác múa, giai điệu và tiết tấu khác nhau.

## Bolero Tây Ban Nha

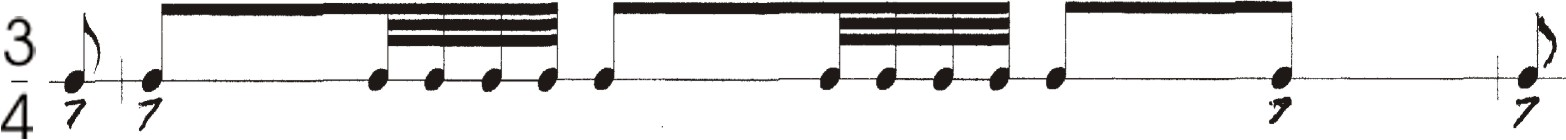
Tiết tấu Bolero truyền thống Tây Ban Nha.

### Đặc điểm
Vũ điệu bolero truyền thống của Tây Ban Nha là điệu nhảy nhịp 3/4, được mô tả đầy đủ lần đầu tiên nhờ Juan Antonio de Iza Zamácola, trong một ấn phẩm năm 1799, mà tác giả cho rằng vũ điệu này là sự phát triển của vũ điệu Seguidillas trong dân gian. Theo đó, vào năm 1780, thầy khiêu vũ của vua Charles III là vũ sư Sebastián Lorenzo Cerezo, đã hệ thống hóa bolero và cải biên, biến vũ điệu này thành thể loại múa có nhạc đệm trong cung đình, trong phòng khiêu vũ hoặc trên sân khấu, gọi là "escuela bolera" (bolero hàn lâm) và phổ biến đến ngày nay. Múa bolero thường nhẹ nhàng, người tham gia có thể nhảy đơn, nhảy một cặp hoặc nhiều cặp. Nhạc bolero có nhịp độ vừa phải (khoảng 80 đến 108 nhịp/phút), được thực hiện bằng guitar, hoặc nhóm nhạc hay dàn nhạc, có thể hỗ trợ thêm bằng trống nhỏ.

### Một số ảnh về động tác múa bolero Tây Ban Nha

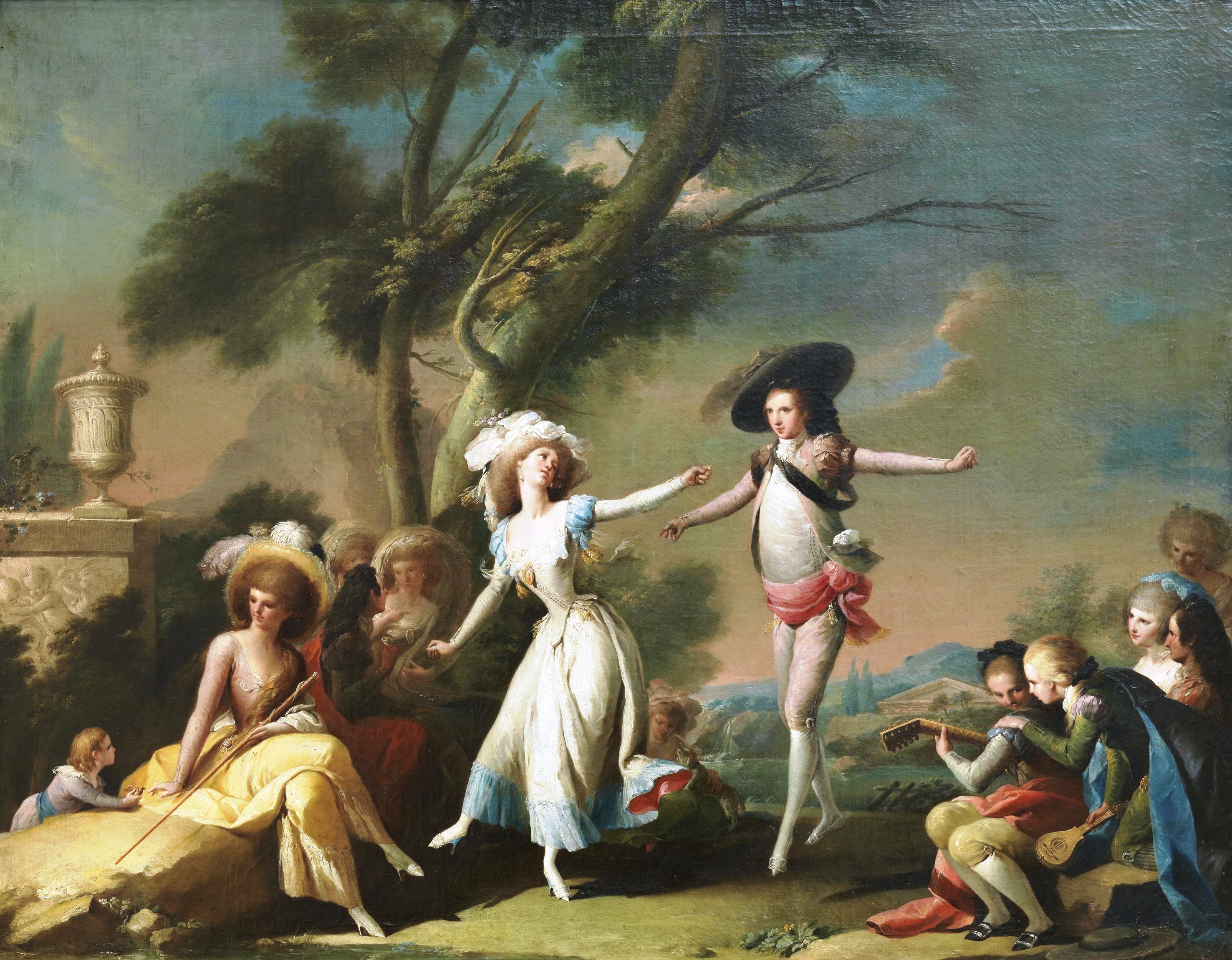
Tranh của José Camarón Boronat mô tả múa bolero trong khuôn viên lâu đài.
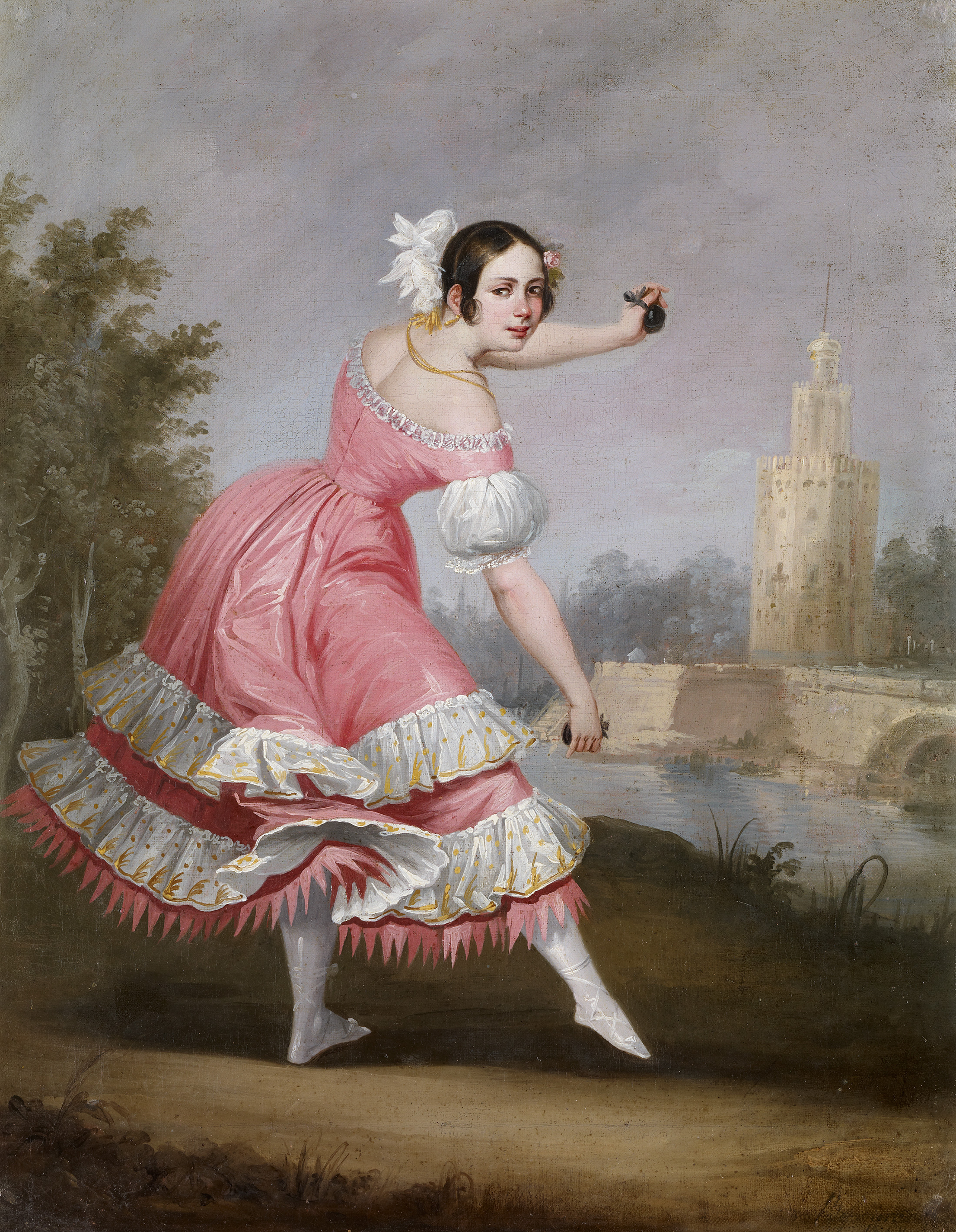
Một động tác của nữ múa bolero.
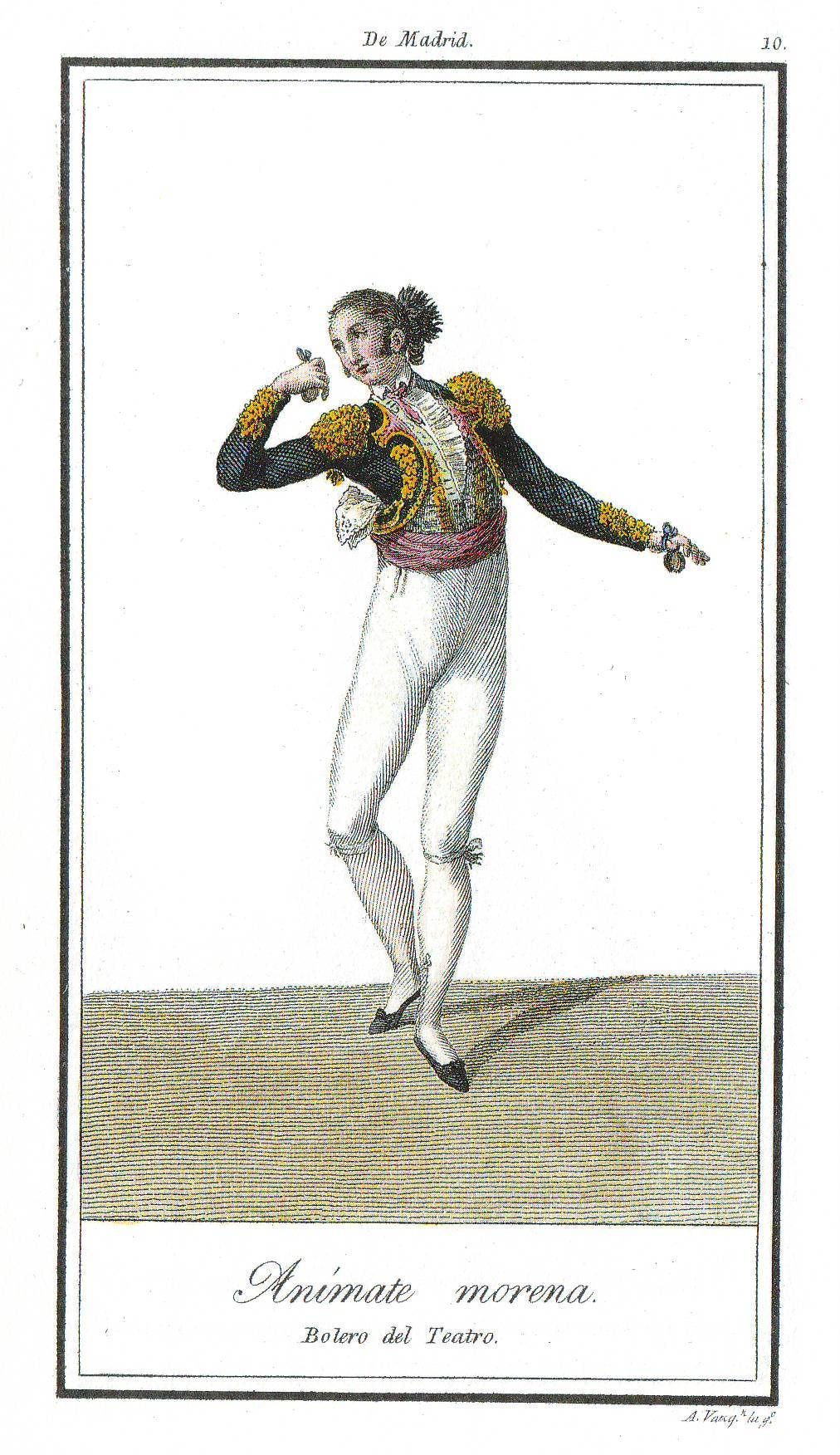
Động tác của nam trong múa bolero. Tranh minh họa của Antonio Rodríguez Onofre (1801).
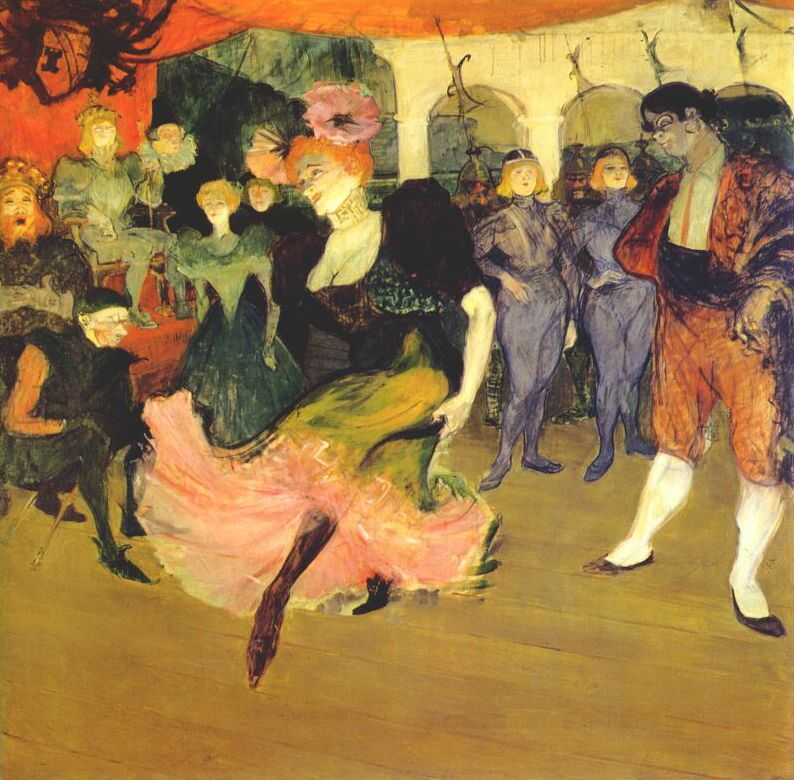
Bức họa Marcelle Lender (1895) của Lautrec miêu tả nhảy Bolero.

## Bolero Cuba
Tại Cuba, bolero có lẽ là sự tổng hòa nhạc và lời vĩ đại đầu tiên của nền âm nhạc Cuba mà đã giành được sự công nhận ở tầm quốc tế. Với nhịp 2/4, vũ điệu bolero Cuba đã lan truyền ra nhiều quốc gia khác.
Ban đầu bolero Cuba bắt nguồn từ Santiago de Cuba vào 1/4 cuối của thế kỷ 19, không liên quan đến nhạc bolero Tây Ban Nha. Vào thế kỷ 19, tại Santiago de Cuba dần phát triển một nhóm những nhạc sĩ lưu động kiếm sống bằng việc ca hát và chơi ghita.
Pepe Sanchez được coi là cha đẻ của phong cách trova và là người sáng tạo bolero Cuba. Tuy không qua trường lớp đào tạo song nhờ tài năng thiêm bẩm mà ông có thể sáng tác trong óc, không cần viết ra. Tuy nhiên cũng vì thế mà đa số ca khúc của ông đều bị thất lạc, chỉ có khoảng hai mươi bài còn lưu truyền nhờ công chép lại của bạn bè và môn đồ. Ông là tấm gương và là thầy dạy của những nghệ sĩ trova lớn sau này.
bolero Cuba đến México và những nơi chốn khác của Mỹ Latinh sau khi hình thành và trở thành một phần trong vốn nhạc của các nơi này. Một số nhà sáng tác bolero hàng đầu xuất thân từ các quốc gia và lãnh thổ láng giềng của Cuba như Rafael Hernández của Puerto Rico, Agustín Lara của México. Một số nhà sáng tác bolero người Cuba thì được liệt kê vào danh sách những nhạc sĩ phong cách trova. Năm 1991, ca sĩ México Luis Miguel ra album Romance gồm các bài ca bolero tuyển chọn. Thành công của album đã làm sống lại niềm yêu thích bolero trong thập niên 1990.

### Bolero hỗn hợp
José Loyola bình luận rằng các phong cách bolero hỗn hợp - kết hợp bolero với các nhịp điệu Cuba khác - là một trong những lý do khiến bolero phát triển thật phong phú trong một khoảng thời gian dài như vậy. Ông viết: "Sự chỉnh sửa và kết hợp bolero với các thể loại nhạc khiêu vũ đại chúng khác đã đóng góp vào sự phát triển của bolero, vào sự bền vững và trường tồn của nó. [La adaptación y fusión del bolero con otros géneros de la música popular bailable ha contribuido al desarrollo del mismo, y a su vigencia y contemporaneidad.]"
Sự chỉnh sửa chủ yếu là bỏ bớt các yếu tố định dạng hay phối nhạc một cách có giới hạn và thêm vào các nhấn lệch (để tạo âm thanh mang tính Cuba lai Phi nhiều hơn). Các ví dụ là:
- Bolero trong thể loại danzón (không lời), nếu bổ sung lời thì danzón trở thành danzonete.
- Bolero-son: loại nhạc khiêu vũ ưa thích trong một khoảng thời gian dài ở Cuba, được nước ngoài biết đến qua cái tên thiếu chính xác là rumba.
- Bolero-mambo: có phần lời ca chậm và đẹp, được biểu diễn trên phần phối khí tinh tế của dàn nhạc lớn theo phong cách mambo.
- Bolero-cha: nhiều lời nhạc của các bài cha-cha-cha là đến từ bolero.

## Nhạc phòng nhảy

### Phòng nhảy quốc tế
Một phiên bản của bolero Cuba được dùng để khiêu vũ khắp các sàn nhảy Latinh trên thế giới (được giám sát bởi Hội đồng Khiêu vũ Thế giới) dưới tên gọi sai lầm là rumba. Điều này bắt đầu từ đầu thập niên 1930 khi người ta cần có một thuật ngữ chung đơn giản để tiếp thị âm nhạc Cuba đến với công chung vốn chưa quen với các thuật ngữ âm nhạc của nước này. Bản nhạc "El manisero" là một ví dụ. Trên bìa đĩa nhạc này ghi rằng nó theo thể loại "rhumba-fox trot" nhưng thực ra nó là một bản nhạc theo nhịp điệu son cubano với phong cách pregón, vì thế đúng ra phải được gọi là son-pregón. Sau đĩa này, thuật ngữ rumba được dùng như "nhãn hiệu" chung cho âm nhạc Cuba vì dễ đọc, dễ nhớ.
Ở Cuba, bolero thường được viết theo nhịp 2/4, có khi là 4/4. Nhịp độ nhạc dành cho khiêu vũ thường khoảng 120 phách/phút. Nhạc có nhịp điệu Cuba khoan thai giống với nhạc son cubano, vì thế nếu gọi loại nhạc này là bolero-son thì đúng đắn hơn. Tương tự các vũ điệu Cuba khác, vũ điệu bolero gồm ba bước chân trong bốn phách, bước đầu tiên rơi vào phách thứ hai chứ không phải phách thứ nhất. Phần chậm (rơi vào phách 4 và phách 1) được diễn tả bằng động tác chuyển động hông trên chân trụ mà không có foot-flick.

### American Rhythm
American Rhythm là một thể loại nhảy trong các cuộc thi khiêu vũ thi đấu theo American Style. American Style là phong cách khiêu vũ phòng nhảy được phát triển ở Mỹ, đối lập với International Style. American Rhythm gần giống với thể loại Latin của International Style.
Một trong các tiểu thể loại của American Rhythm là Bolero. Bước đầu tiên rơi vào phách thứ nhất, giữ nguyên trong phách thứ hai và thêm hai bước nữa trong cách phách thứ ba và thứ tư (cách nhảy này gọi là "chậm-nhanh-nhanh"). Trong các bài khiêu vũ thi đấu, nhạc nền theo nhịp 4/4, nhịp độ dao động trong khoảng từ 96 đến 104 phách/phút. Bolero này rất khác biệt so với các tiểu thể loại khác của American Rhythm bởi vì nó không những đòi hỏi phải có các chuyển động Cuba (Cuban motion) mà còn phải có các động tác lên và xuống (rises and falls) của valse và động tác đối thân (contra body movement). Nhạc dành cho phong cách nhảy này không cần phải là nhạc Latinh hay nhạc có nguồn gốc Latinh. Xem thêm danh sách các bài nhạc dành cho thi đấu bolero American Rhythm tại đây Lưu trữ ngày 14 tháng 7 năm 2014 tại Wayback Machine.

## Trong nhạc nghệ thuật
Có rất nhiều tác phẩm được gọi là bolero trong nhạc nghệ thuật (ở mặt nghĩa nào đó là nhạc cổ điển) không phù hợp để xếp vào các thể loại đã nói ở phần trên.
- Bolero của Maurice Ravel là một trong những tác phẩm nổi tiếng nhất của ông, được viết dưới dạng bản phổ dành cho ba lê nhưng hiện nay thường được biểu diễn ở các buổi hòa nhạc. Nguyên thủy nó được gọi tên là Fandango nhưng sở hữu những điểm tương đồng về mặt nhịp điệu với thể loại khiêu vũ bolero của Tây Ban Nha ở chỗ theo nhịp 3/4 và có một liên ba ở phách thứ hai của mỗi ô nhịp.
- Chopin viết bolero dành cho piano solo (Op. 19), tuy nhiên nhịp điệu của tác phẩm này giống với polonaise hơn. Chopin là bạn thân của Pauline Viardot - con gái của giọng nam cao Tây Ban Nha Manuel García (người đã mang bolero đến Paris, Pháp).
- Debussy viết một bản bolero trong La Soirée dans Grenada
- Bizet viết một bản bolero trong Carmen
- Saint-Saëns viết một bản bolero có nhan đề El desdichado dành cho hai người hát cùng dàn nhạc
- Set đầu tiên của Spanish Dances (Op. 12) của Moszkowski kết thúc bằng một bản bolero.
- Lefébure-Wély viết Bolero de Concert dành cho organ.
- Khúc bolero trích từ operetta Chilpéric của Hervé đã được họa sĩ Toulouse-Lautrec khắc họa trong bức tranh Marcelle Lender (1895).
- Friedrich Baumfelder viết Premier Bolero, Op. 317 dành cho dương cầm.
- Charles-Auguste de Beriot viết một bản bolero trong concerto nổi tiếng "Scene de Ballet" dành cho vĩ cầm và dương cầm (hoặc dành cho dàn nhạc).

Trong một số tác phẩm bolero của nhạc nghệ thuật, cái gốc không phải nằm ở bolero mà nằm ở habanera (tiền thân Cuba của tango; là một loại nhạc được yêu thích vào giữa thế kỷ 19, thường có mặt trong các vở opera Pháp và zarzuela Tây Ban Nha vào thế kỷ 19 và 20).

## Trên thế giới

### Việt Nam
Bolero Việt Nam thực ra không khác gì dòng nhạc Bolero Latin, nhưng có những đặc điểm riêng:
1. Tính quần chúng nổi bật đáp ứng đông đảo tầng lớp dân chúng, đặc biệt là giới bình dân.
2. Tính khái quát cao, đề tài rất phong phú không hề thua kém các loại nhạc khác.
3. Nội dung lời nhạc rõ ràng, dễ hiểu (Chủ từ - Động từ - Túc từ).
4. Giai điệu dễ hát, dễ bắt nhịp.
5. Chất tự sự cao (Ballade).
6. Tính buồn đặc trưng, khác với các điệu vui tươi cùng thời như Cha Cha Cha, Twist, Fox...